# Chiostri di Santa Caterina a Formiello

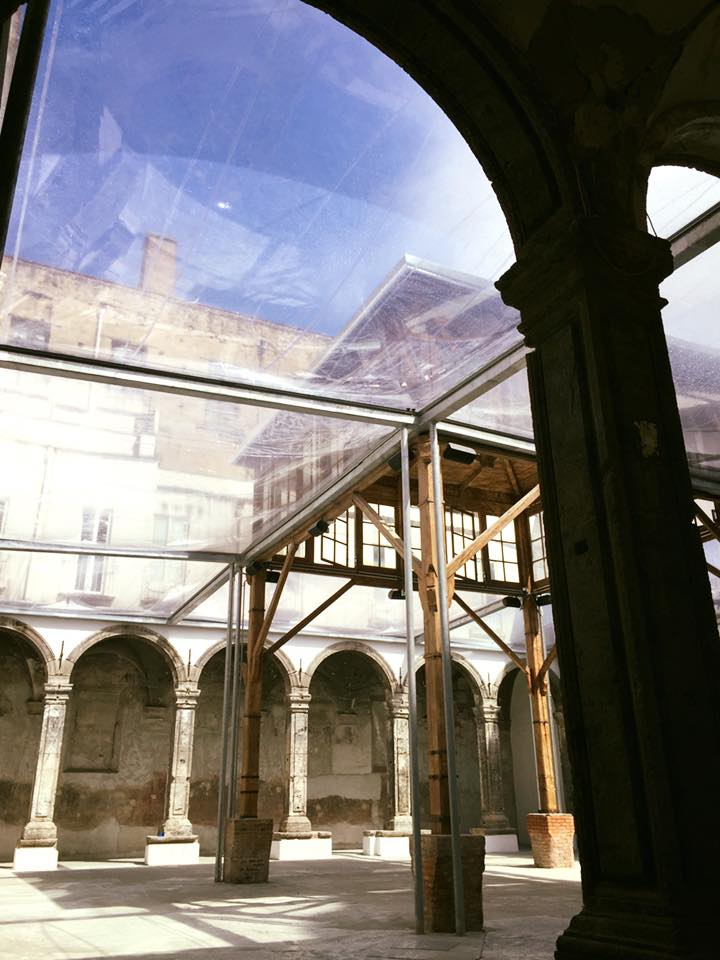
Chiostro piccolo

I chiostri di Santa Caterina a Formiello sono due chiostri monumentali di Napoli facenti parte del complesso religioso omonimo.

## Storia e descrizione
I due chiostri sono: uno, quello grande, che attualmente è profondamente trasformato, l'altro, è invece quello il piccolo ed è dedicato a Santa Caterina da Siena.
Al 1514 è documentato il grande chiostro a due ordini di archi e pilastri di forme mormandee (si vedano i tipici capitelli ionici) eseguito da Antonio Fiorentino della Cava.
L'accesso al chiostro piccolo, su cui affaccia l'Arciconfraternita del Santissimo Rosario in Santa Caterina a Formiello, avviene tramite la sacrestia della chiesa. Qui, oltre agli affreschi gravemente danneggiati tardo cinquecenteschi, si trovano due sepolcri provenienti dalla cappella Raviniano all'interno della chiesa: quello di Giacomo Guindazzo ed Ippolita Carmignano, degli anni 1520-32, e l'altro di Giovanni Raviniano e Lucrezia Forma, del 1539 circa. Al centro è invece un'architettura industriale lignea superstite del cambio di destinazione d'uso che colpì il chiostro nel corso dell'Ottocento.
Nel 1806 infatti, il monastero ed i chiostri furono sequestrati nel giro di 15 giorni ai monaci domenicani dopo la soppressione dell'ordine religioso voluta da Gioacchino Murat; col ritorno alla guida della città della dinastia borbonica, sotto il regno di Ferdinando I gli spazi furono adibiti a lanificio militare. L'attività industriale del complesso fu sin da subito molto proficua per la città, arrivando ad impegnare nella manodopera fino a quattrocento unità lavorative. Ciò causò vaste alterazioni al disegno originario dovute a tamponature di arcate, alla copertura del chiostro piccolo affrescato, a superfetazioni, nonché all'aggiunta di nuove strutture quali ciminiere e un padiglione nel chiostro grande, che hanno però formato, in pieno centro cittadino, un singolare monumento di archeologia industriale.
Dopo l'Unità d'Italia il lanificio cessò di operare mentre nel corso del Duemila tutto il chiostro piccolo fu interessato da un radicale intervento di restauro intrapreso dalla fondazione "Made in Cloister", conclusosi nel 2016.